# 伍士望
伍士望（1535年—？），字景周，號蠡湖，江西南昌府南昌縣人，匠籍，明朝政治人物。

## 生平
嘉靖四十年（1561年）辛酉科江西鄉試第三十九名。隆慶五年（1571年）登辛未科第三甲第七十二名進士。礼部觀政，授浙江永嘉县知县，万历二年（1574年）调任福建長汀縣，六年升澧州知州，十年升荆州府同知，十五年升南京礼部郎中，二十年（1592年）升任福建建宁府知府，同年丁憂去職。二十三年补任广东雷州府知府，二十七年六月升山东盐运使，二十九年正月考察，以年老致仕。

## 家族
曾祖伍復；祖父伍良；父伍守中，庫大使。母董氏。重庆下。